# 安托万方程
安托万方程(Antoine equation)是工程上广泛使用与实验数据吻合较好的经验方程。
{\displaystyle \log _{10}P=A-{B \over C+T}}
其中：
P指蒸汽压，单位为 mmHg。
T指温度，单位为 ℃
A、B、C是与物质相关的特性常数，使用该方程要注意温度适用范围。
計算水之蒸汽压時, A = 8.07131, B = 1730.63, C = 233.426。